# Swoon (film)
Swoon è un film indipendente del 1992, scritto e diretto da Tom Kalin. 
Il film racconta il caso di cronaca nera di Leopold e Loeb, che nel 1924 sconvolse l'opinione pubblica statunitense. A differenza degli altri film che hanno già portato sul grande schermo le vicende dei due giovani assassini, questo film è la rappresentazione non romanzata di quanto realmente accaduto. La disponibilità di un budget limitato ha costretto il regista a girare in interni la maggior parte delle scene, con prevalenza di primi piani e di sfondi neutri. La decisione di utilizzare il bianco e nero non ha intenzione di edulcorare la violenza del delitto, ma permette di offrire un maggiore sguardo introspettivo sui personaggi e sulle loro motivazioni.
Swoon, che è considerato parte del nuovo movimento cinematografico chiamato New Queer Cinema, esplora in modo diretto e senza mediazioni di sceneggiatura le implicazioni sociali dell'omosessualità nel contesto delle classi agiate, in un'epoca di grande intolleranza.

## Trama
Chicago, 1923. La macchina da presa esplora la vita quotidiana di Nathan e Richard, soffermandosi sulla loro relazione omosessuale mentre la voce fuori campo di uno dei due elenca alcuni piccoli crimini da loro commessi nell'anno: a marzo, una vetrina mandata in frantumi con un mattone, a settembre l'incendio doloso di un edificio nei pressi della stazione ferroviaria e i vigili del fuoco osservati di nascosto da lontano mentre lavorano per estinguere le fiamme. I due, compiaciuti, leggono sul giornale che la polizia brancola nel buio incapace di trovare il colpevole. A novembre, la pianificazione del "delitto perfetto": rapire e uccidere senza movente una vittima a caso, chiedendo un riscatto alla famiglia. Nei mesi successivi i due si procurano uno scalpello, alcuni metri di corda, rubano una macchina per scrivere, comprano carta da lettera e francobolli per preparare la richiesta di riscatto e la scrivono in anticipo, senza sapere a chi indirizzarla, intestandola quindi a un generico "Dear Sir". Per ultimo noleggiano un'auto, infine avvicinano un ragazzino con il pretesto di accompagnarlo a casa. Mentre Nathan siede al posto di guida, Richard dal sedile posteriore con un calzino tappa la bocca al ragazzino seduto davanti e lo colpisce più volte con lo scalpello. Dopo aver occultato il corpo e averlo reso irriconoscibile con dell'acido, i due bruciano il tappeto in cui avevano avvolto la vittima e puliscono accuratamente i sedili della vettura raccontando a un passante della rottura accidentale di una bottiglia di vino; infine telefonano alla famiglia e inviano la richiesta di riscatto. 
In attesa del riscatto, leggono da un giornale del ritrovamento del corpo della vittima con accanto un paio di occhiali, perduti da Nathan. Alle perplessità di Richard, l'amico obietta che ci saranno centinaia di persone che portano la stessa montatura. La polizia invece scopre che a Chicago sono state vendute solo tre paia di occhiali con quella montatura, pertanto si risale rapidamente ai proprietari e i due vengono sottoposti separatamente a un serrato interrogatorio.
Richard e Nathan cadono in contraddizione, adducendo degli alibi che vengono subito smontati e facendo ricadere le colpe l'uno sull'altro. Nella lunga fase processuale, l'accusa enfatizza la perversione dei due giovani insinuando un movente sessuale nel rapimento e nell'omicidio, ma sulla vittima non vi sono segni di violenza. Anche se da più parti (opinione pubblica, Ku Klux Klan, stampa e cinegiornali) viene caldeggiata la pena di morte, i due giovani vengono condannati al carcere a vita più 99 anni di prigione ciascuno. 
Dopo alcuni anni, Richard viene aggredito con un rasoio dal suo compagno di cella e, nonostante i tentativi di salvarlo, muore dissanguato. Al sacerdote che arriva per somministrargli l'ultimo conforto, viene detto che è inutile perché il giovane era di religione ebraica. Intanto l'omicida, sottoposto a interrogatorio, si scagiona totalmente sostenendo di essersi difeso dalle avances sessuali di Richard. Nathan invece, dopo 33 anni di carcere, viene rilasciato in semilibertà e, successivamente, si trasferisce a Porto Rico, dove muore a 66 anni per cause naturali.

## Riconoscimenti
- 1992 - Gotham Awards
  - Premio al regista rivelazione
- Sundance Film Festival
  - Miglior fotografia

Ha ottenuto svariate nomination agli Independent Spirit Awards.